# Liste der finnischen Botschafter in Peru
Die Liste der finnischen Botschafter in Peru listet alle Diplomaten mit Botschafterstatus die von 1963 bis heute (2011) für die Republik Finnland in Peru tätig waren. Die Botschaft von Finnland wurde in Lima am 7. Januar 1963 eröffnet. 1991 wurde die Botschaft wegen Unruhen geschlossen. In dieser Zeit residierten die Botschafter in Chile und in Argentinien. Am 2. Januar 1998 wurde sie in Lima wieder geöffnet.

## Liste
| Ernennung Akkreditierung | Name                      | Bemerkungen            | ernannt von      | akkreditiert während der Regierung von | Posten verlassen |
| ------------------------ | ------------------------- | ---------------------- | ---------------- | -------------------------------------- | ---------------- |
| 1963                     | Heikki Juhani Hannikainen | Sitz Caracas           | Urho Kekkonen    | Nicolás Lindley López                  | 1967             |
| 1967                     | Karl Torsten Tikanvaara   | Sitz Caracas           | Urho Kekkonen    | Nicolás Lindley López                  | 1976             |
| 1976                     | Klaus Kristian Snellman   | Sitz Caracas           | Urho Kekkonen    | Francisco Morales Bermúdez             | 1980             |
| 1980                     | Seppo Taito Pietinen      |                        | Urho Kekkonen    | Fernando Belaúnde Terry                | 1983             |
| 1983                     | Brita Johanna Riitta Örö  |                        | Mauno Koivisto   | Fernando Belaúnde Terry                | 1986             |
| 1986                     | Esko Antero Lipponen      |                        | Mauno Koivisto   | Alán García Pérez                      | 1991             |
| 1991                     | Pertti A.O. Kärkkäinen    | Sitz Buenos Aires      | Mauno Koivisto   | Alberto Fujimori                       | 1993             |
| 1993                     | Pekka J. Korvenheimo      | Sitz Buenos Aires      | Mauno Koivisto   | Alberto Fujimori                       | 1993             |
| 1993                     | Maija Lähteenmäki         | Sitz Santiago de Chile | Mauno Koivisto   | Alberto Fujimori                       | 1995             |
| 1995                     | Risto Kauppi              | Sitz Santiago de Chile | Martti Ahtisaari | Alberto Fujimori                       | 1998             |
| 1998                     | Mikko Pyhäla              |                        | Martti Ahtisaari | Alberto Fujimori                       | 2002             |
| 2002                     | Kimmo Pulkkinen           |                        | Tarja Halonen    | Alejandro Toledo Manrique              | 2007             |
| 2007                     | Pekka Orpana              |                        | Tarja Halonen    | Alan García                            |                  |